# Bagachangai
Bagachangai (mongolisch Багахангай, ᠪᠠᠭᠠᠬᠠᠩᠭ᠋ᠠᠢ
ᠲᠡᠭᠦᠷᠭᠡ, Baganschangai) ist eine Exklave von Ulaanbaatar, ein Düüreg der Hauptstadt der Mongolei. Das Gebiet ist eine Siedlung städtischen Typs an einem Bahnhof. Bagaschangai liegt in der Zentralprovinz 90 km Straßen-Kilometer, beziehungsweise 107 Schienen-Kilometer östlich von Ulaanbaatar auf einer Höhe von 1614 m über dem Meeresspiegel.

## Geographie und Bevölkerung
Die moderne Geschichte der Region Bagaschangai begann am 8. Dezember 1989, als die letzten Gebäude der Militärfliegerbasis Maant (Flugplatz und Fliegergarnison Manit, Мааньт нисэх буудал - Maanjt nisech buudal) von sowjetischer Seite an das Bagaschangai-Volkskomitee des Großen Staats-Churals übergeben wurden.
Im Jahr 2009 lebte dort 3.000 Personen, 2011 waren es bereits 3.864 Menschen in 1.045 Haushalten. Die Bevölkerung von Bagaschangai wird von Jugendlichen dominiert – der Anteil junger Menschen im Alter von 0 bis 18 Jahren beträgt 58 % der Gesamtbevölkerung. Die meisten Einwohner leben in Jurten (ger) am Stadtrand und in Hochhäusern aus der Sowjetzeit im Zentrum.
Die Fläche von Bagaschangai umfasst 140 km². Das Gebiet liegt komplett im Gebiet des Töw-Aimag. Als Hauptverkehrsader verläuft die AH 3 von Nord nach Süd im Osten der Siedlung und parallel zu der Bahnlinie, die sich südlich der Bahnstation (Bagachangai Örtöö, Багахангай Өртөө - Bagachangaj Örtöö) gabelt.
Der größte Teil der Fläche ist unbebaut. Im Jahr 1992 wurde durch das Bagaschangai-Volkskomitee der Bezirk erweitert und in zwei administrativ-territoriale Einheiten unterteilt: Khoroo (Unterbezirk), Nr. 1 (mong. Нэгдүгээр хороо, «Первый» - Negdugeer khoroo „Erster Bezirk“) und Nr. 2 (Mong. Хоёрдугаар хороо, «Второй» - Khoordugaar khoroo, „Zweiter Bezirk“).

## Gesundheit, Bildung und Kultur
In Bagahangai gibt es zwei Krankenhäuser, am Bahnhof und in der ehemaligen Fliegergarnison.
In zwei Schulen lernen ca. 590 Kinder von der ersten bis zur elften Klasse. Die Vorschulerziehung erfolgt durch drei Kindergärten für Kinder im Alter von 0 bis 5 Jahren, in denen ca. 260 Vorschulkinder untergebracht sind (2020).
In Bagakhangay gibt es den Kulturpalast, der über eine Bibliothek und Clubs für verschiedene Altersgruppen zum Erlernen von Gesang, Musik, Tanz und Reiten verfügt.

## Wasser-, Wärme- und Stromversorgung
Trinkwasser wird durch vier unterirdische Brunnen mit einer täglichen Produktionskapazität von 3790 m³ erzeugt, zwei Wasseraufbereitungsstationen und einen Lagertank aus Stahlbeton mit einem Volumen von 500 m³ sichern die Versorgung. Es gibt ein Netz aus Abwasserleitungen mit einer Länge von 1.608 m, über welche Abwasser im Volumen von 3.264 m³ zur Behandlung eingeleitet wird.
Die Wärmeversorgung der privaten Verbraucher erfolgt über zwei kohlebefeuerte Kesselhäuser mit KVm-1,74K-Kesseln und Bagaschangay ist über zwei Umspannwerke mit einer Leistung von 1600 kW an das zentrale Stromnetz angeschlossen.

## Industrie
Der größte Betrieb vor Ort ist eine Fleischverarbeitungsanlage (мясокомбинат).
Der Bahnhof Bagaschangai schelesnodoroschnaja stanzija (Багахангай железнодорожная станция) bildet den Übergang zur Bahnlinie nach Baganuur (einer weiteren Exklave von Ulaanbaatar).
Insgesamt gibt es in Bagahangai 50 Unternehmen und Organisationen.
Die 1994 mit finnischen Investitionen erbaute Fleischverarbeitungsanlage Bagaschangai produziert 300 Tonnen Würste, verarbeitet 500 Tonnen gefrorenes Fleisch und unterhält Werkstätten für die Primärverarbeitung von Leder.
In Bagakhangai wurde die erste vollautomatische Anlage der Mongolei gebaut, um 10–12 Tonnen gebrauchtes Motoröl, 10–15 Tonnen gebrauchte Autoreifen und andere Kunststoffabfälle zu verarbeiten und 7–8 Tonnen Dieselkraftstoff und Euro-4-Benzin pro Tag zu produzieren. Das Werkspersonal besteht aus zwei Ingenieuren und mehr als 30 Mitarbeitern.

## Verkehr und Kommunikation
Bagaschangai liegt an der Autobahn Ulaanbaatar-Peking, 50 km von Nalaich und 80 km vom Zentrum von Ulaanbaatar entfernt. Bagaschangai verfügt über einen Bahnhof an der Transmongolischen Eisenbahn, über den Güter- und Personenverkehr in nördlicher Richtung mit Ulaanbaatar, Ulan-Ude (Russland) und in südlicher Richtung mit Tschoir, Sainschand und Beijing (China) abgewickelt wird.
Der Bahnhof Bagakhangai liegt bei Kilometer 107 auf dem Abschnitt Ulaan-Baator – Dsamyn-Üüd – Baganuur. Es werden 4,5 bis 5,2 Mio. Tonnen Transitfracht und 2,5 Mio. Passagiere pro Jahr befördert. Der Eisenbahnknotenpunkt Bagaschangai wurde 1977 geschaffen und bietet Zugverkehr in drei Richtungen – nach Ulaanbaatar, Baganuur und Dsamyn-Üüd. Am Bahnhof Bagaschangai gibt es drei Gleise für Güter- und Personenzüge, einen Bahnhof und einen Personenbahnsteig, Zugwartungs- und Arbeiterruhegebäude, ein Rangierlokdepot, einen Be- und Entladebereich sowie eine Rampe zum Entladen von Kohle.
Zur Verwaltungseinheit gehört auch der Militärflugplatz Manit (военный аэродром Мааньт, Манита) mit einer 2,9 Kilometer langen Landebahn und 36 Hangars, ist er ein Überbleibsel aus der Zeit der Präsenz sowjetischer Truppen (Transbaikal-Militärbezirk) in der Mongolei. Er wird seit 1990 nicht mehr genutzt. Die Hangars, 12 m breit, 28 m lang, an der höchsten Stelle 8 m hoch und mit einem Volumen von 2016 m³, dienten einem mongolischen Bergbauunternehmen zur Lagerung von Sprengstoffen.
Bagaschangai hat auch Basisstationen für das Mobilfunknetz, ein Glasfaserkabel für den Zugang zum Hochgeschwindigkeitsinternet und sendet nationale Fernsehkanäle und lokales Kabelfernsehen.